# Johnstown (Kolorado)
Johnstown – miasto w Stanach Zjednoczonych, w stanie Kolorado, w hrabstwie Weld.

## Demografia
W roku 2010 miasto zamieszkiwało 9887 osób, a gęstość zaludnienia wynosiła 282,5 osoby/km². W roku 2023 liczba mieszkańców wzrosła do 19 511 osób, a gęstość zaludnienia przekroczyła 557 osób/km². W ciągu zaledwie 13 lat zaludnienie Johnstown wzrosło prawie 2-krotnie (dokładnie o 97,3%).